# Peshawar
Peshāwar (urdu: پشاور) er provinshovedstad i Pakistans Nordvestlige Grænseprovins med omkring 2 millioner indbyggere. Peshawar ligger ved Kabulfloden nær den østlig ende af Khyberpasset i Hindu Kush-bjergkæden. Der er vejforbindelse til Kabul i Afghanistan gennem passet.
Peshawar var hovestæden i Gandhara-riget for 2000 år siden. Byen har gennem århundreder været et center for handel mellem det Indiske Subkontinent, Afghanistan og Centralasien.
Peshawars indbyggere består hovedsageligt af to etniske grupper: en mindretalsgruppe af lokale pishorier som taler hindko, og en flertalsgruppe af pashtunere. Pashtunerne er også den største befolkningsgruppe i Afghanistan.